# Chetogena vivida
Chetogena vivida är en tvåvingeart som först beskrevs av Christian Rudolph Wilhelm Wiedemann 1830.  Chetogena vivida ingår i släktet Chetogena och familjen parasitflugor. Inga underarter finns listade i Catalogue of Life.